# Cosmos atrosanguineus
Cosmos atrosanguineus, la flor de chocolate o cosmos encarnado, es una especie del género Cosmos, nativa de México, donde se la ha considerado extinguida en estado silvestre por la destrucción de su hábitat a principios del siglo XX. En 1902 se recolectó un ejemplar que es el que ha dado origen a todos los clones existentes por medio de propagación vegetativa.

## Descripción
Es una planta herbácea perenne que alcanza 40-60 centímetros de alto. Las hojas, de entre 7 y 15 cm de largo, están compuestas por foliolos de unos 2 a 5 cm de longitud. Las flores se producen en un capítulo o cabezuela de 3-4.5 cm de diámetro, de color rojo oscuro a marrón oscuro. El invólucro, anillo de flores exteriores asimétricas con aspecto de pétalos, está formado por un círculo simple de seis a diez (generalmente ocho) flores y el centro de la cabezuela está compuesta por varios estambres.

## Distribución
Estudios recientes la han encontrado en Guanajuato, Querétaro y San Luis Potosí. Se la encuentra en bosques mezclados de pino y roble a altitudes de 1800 m.

## Cultivo y aplicaciones
El único clon sobreviviente era una planta ornamental popular, criada por sus llamativas flores.[cita requerida] Como no es una planta que pueda autofertilizarse, sus semillas no son viables y sólo puede propagarse vegetativamente.
Requiere luz directa o semisombra y florece desde mediados hasta fines de verano. Es sensible a las heladas; en zonas templadas, la raíz tuberosa tiene que sacarse de la tierra durante el invierno para mantenerla almacenada en un sitio libre de heladas.

## Taxonomía
Cosmos atrosanguineus fue descrita por (Hook.) Voss y publicado en Biologia Centrali-Americana; . . . Botany 2(9): 199. 1881.
Sinonimia
- Bidens atrosanguinea (Hook.) Ortgies basónimo
- Bidens atrosanguineus (Hook.) Ortgies ex Regel
- Cosmos atrosanguineus (Ortgies) Hemsl.[3]